# J・K HIP-HOP
J・K HIP-HOP（ジェーケーヒップホップ）は、LuckyFM茨城放送で放送していた音楽番組である。
この項目では、後継番組LuckyFM K-POP Sunday（ラッキーエフエムケーポップサンデー）についても触れる。

## 概要
2021年1月10日から蓑輪史織が担当していた『MUSIC COUNTDOWN 10&10』が、日曜午後に枠を移動させてオズワルドをパーソナリティとする新番組として生まれ変わった。本番組は蓑輪が担当していた時間にスタートした。
J-POP、K-POP、HIP-HOPのナンバーを流しつつ、リスナーから届いたメッセージを紹介する。
2021年10月から2023年3月まで、TRILL DYNASTYがHIP-HOPの部に新たなレギュラーとして番組に参加していた。
2022年度は、Sundayミュージックオンリクエストと時間帯を入れ替え夜の放送になったが、2023年度に再度時間帯が入れ替わり午前の放送に戻る。また簑輪が2023年3月でLuckyFMを退社したためパーソナリティを大島千穂に交代した。K-POPの部に、まつもとたくお と筧真帆が隔週交代で出演することになった。
大島千穂が茨城放送を2023年6月に退社したため、2023年7月2日放送回より、パーソナリティを水間有紀に交代した。
2024年3月31日をもってJ・K HIP-HOPの番組を終了。4月7日より水間・まつもと・筧の担当でLuckyFM K-POP SundayとしてK-POPに特化した内容の番組を開始した。

## 放送時間

### 現在の放送時間
LuckyFM K-POP Sunday
- 日曜 10:00 - 10:55（2024年4月 - ）

### 過去の放送時間
J・K HIP-HOP
- 日曜 9:30 - 11:15（2021年5月 - 2022年3月）
- 日曜 18:00 - 19:55 (2022年4月 - 2023年3月)
- 日曜 9:30 - 11:35（2023年4月 - 2024年3月）

## コーナー
| LuckyFM茨城放送 日曜9:30-11:35枠                                                          | LuckyFM茨城放送 日曜9:30-11:35枠              | LuckyFM茨城放送 日曜9:30-11:35枠 |
| 前番組                                                                                    | 番組名                                        | 次番組 |
| ----------------------------------------------------------------------------------------- | --------------------------------------------- | --- |
| Sundayミュージックオンリクエスト （2022年4月3日 - 2023年3月26日） ※日曜18:00 -19:55に移動 | J・K HIP-HOP （2023年4月2日 - 2024年3月31日） | Teen'sFM ※9:30 - 10:00LuckyFM K-POP Sunday ※10:00 - 10:55LuckyFM交通情報・天気予報 ※10:55 - 11:00Idol to LuckyFes ※11:00 - 11:30Sundayブレイクタイム ※11:30 - 11:35 （2024年4月7日 - ） |

| スタブアイコン | サブスタブ | この項目は、まだ閲覧者の調べものの参照としては役立たない、ラジオ番組に関連した書きかけの項目です。この項目を加筆・訂正などしてくださる協力者を求めています（P:ラジオ/PJ:放送番組）。 |